# Parafia św. Marcina w Żninie
Parafia Świętego Marcina w Żninie – rzymskokatolicka parafia w Żninie, w dzielnicy Góra, należy do dekanatu żnińskiego. Powstała w 1301 roku. Obecny kościół zbudowany w stylu gotyckim, przebudowany i powiększony w XVI wieku. Mieści się przy ulicy Pałuckiej.